# Efekt stycznia
Efekt stycznia – występująca dość regularnie (na początku roku) „błyskawiczna” hossa na rynkach kapitałowych, wywołana masową inicjacją nowo realizowanych strategii inwestycyjnych zwłaszcza przez inwestorów instytucjonalnych, dokonujących zakupów w sposób istotny uzupełniających ich portfele inwestycyjne. W pryzmacie psychologicznym uzasadnia się zachodzenie efektu stycznia jako reakcję na akcję „dotykającą” uczestników rynku kapitałowego w grudniu, którą jest „przejściowa” bessa – powodowana niejako konieczną sprzedażą części walorów posiadanych przez inwestorów (sprzedażą podejmowaną mimo wszystko we własnym interesie, a związaną z kwestiami rozliczeniowymi odnośnie do podatków giełdowych w mijającym już roku).